# The Chimney's Secret
The Chimney's Secret é um filme mudo norte-americano de 1915, do gênero drama, dirigido e estrelado por Lon Chaney. O filme é agora dado como perdido.

## Elenco
- Lon Chaney - Charles Harding
- Gretchen Lederer - Mary Ellis
- Katherine Campbell - irmã de Mary (não creditada)
- Vera Sisson (não creditada)